# (16529) Дэнголдин
(16529) Дэнголдин (лат. Dangoldin) — астероид, относящийся к группе астероидов, пересекающих орбиту Марса. Он был открыт 9 апреля 1991 года американским астрономом Элеанор Хелин в Паломарской обсерватории и назван в честь директора НАСА Дэниэла Голдина.

Орбита астероида Дэнголдин и его положение в Солнечной системе